# Malodorant
El  Malodorant  és un compost químic usat com arma atordidora que causa la incapacitació temporal en una persona. Els atacs amb malodorant afecten els nervis olfactius i els trigeminals lacrimals. El malodorant generalment es compon de dos ingredients: d'un líquid compost i del portador/reforçador. Les composicions malodorants tenen un grau de toxicitat III i fins i tot més alt.

## Components usats en els malodorants
- Sofre i compostos orgànics.
- Escatol, un reforçador de l'olor.

## Símptomes comuns quan s'aplica
- Nàusea immediata
- Vòmits
- Distints nivells de malestar.

## Exemples d'armes malodorants
- Dippel's oil (oli de Dippel)
- Skunk (arma)
- Who Me, (Qui, jo?)
- XM1063[1]